# Dwór w Kłóbce
Dwór w Kłóbce – dwór zlokalizowany na wzgórzu w Kłóbce (powiat włocławski), obecnie na terenie Kujawsko-Dobrzyńskiego Parku Etnograficznego. Zespół dworski został wpisany do rejestru zabytków 27 listopada 1987.

## Historia

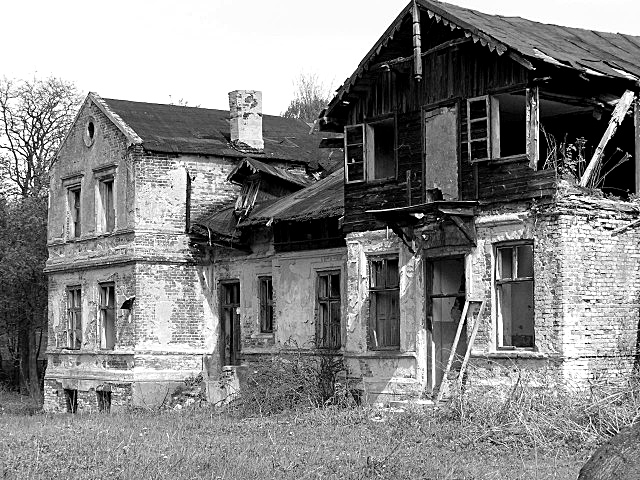
Dwór w ruinie (przed 2010)

Obiekt był siedzibą rodu Orpiszewskich, zasłużonego dla kolejnych polskich powstań narodowych. Powstał w 1845 – został wzniesiony przez Lucjana Orpiszewskiego, brata Ludwika i Ignacego. W latach 1882–1884 został rozbudowany przez Marię z Wodzińskich Orpiszewską, żonę Władysława Orpiszewskiego, muzę Juliusza Słowackiego i wcześniejszą narzeczoną Fryderyka Chopina. Dobudowała ona do dworu piętrowe skrzydło o charakterze pałacowym, w którym zamieszkiwała do swej śmierci w 1896.
W początku czerwca 1833 we dworze kwaterował oddział partyzancki Artura Zawiszy, który został tu wyekwipowany przed bitwą pod Krośniewicami. Podczas powstania styczniowego (16 października 1863) kwaterował tu oddział ułanów, który został zaatakowany przez Rosjan i Kozaków. Zginęło wówczas dwóch powstańców, a dwóch wzięto do niewoli.
Dobra pozostawały własnością Orpiszewskich do wybuchu II wojny światowej. Po 1945 funkcjonowała we dworze szkoła, a potem popadł on w ruinę. W 1997 odzyskali go spadkobiercy, jednak nie mając środków na jego odbudowę, odsprzedali go osobie prywatnej. W 2010 nabyło go wraz z parkiem (7,5 hektara) Muzeum Ziemi Kujawskiej i Dobrzyńskiej we Włocławku. W latach 2012–2014 został odbudowany, a w 2015 udostępniony do zwiedzania dla turystów. Odbudowa obiektu była współfinansowana ze środków Europejskiego Funduszu Rozwoju Regionalnego w ramach Regionalnego Programu Operacyjnego Województwa Kujawsko-Pomorskiego na lata 2007-2013, jak również ze środków budżetu państwa.

## Park
Początki urządzania parku w stylu krajobrazowym miały miejsce około 1890. Założono tu oczko wodne i zastosowano kulisowe nasadzenia drzew oraz grupy świerków pospolitych z krzewami trzmieliny i śnieguliczki białej. W latach 30. XX wieku posadzono lipę zwaną Lipą Marii. Istotne elementy parku to aleje: grabowa, olchowa i jesionowa. Zaprzestanie koszenia łąk po 1945 spowodowało wykształcenie się cennych siedlisk w odleglejszej partii. 

## Ekspozycja
Ekspozycja wnętrz składa się z trzech części:
- dwór jako siedziba ziemiańska wielopokoleniowej rodziny Orpiszewskich, intelektualistów i patriotów (ekspozycja wnętrz z eksponatami pochodzącymi z kujawskich siedzib ziemiańskich, w tym z Kłóbki – parter),
- twórczość malarska Marii z Wodzińskich Orpiszewskiej (piętro skrzydła pałacowego),
- kuchnia dworska, spiżarnia i pralnia (piwnice)[2].